# Seconda battaglia di Guararapes
La seconda battaglia di Guararapes fu uno scontro militare tra la Repubblica delle Sette Province Unite e l'impero portoghese avvenuto il 19 febbraio 1649 a Jaboatão dos Guararapes, Pernambuco, Brasile. La perdita di questa battaglia da parte degli olandesi, li convinse "che i portoghesi erano degli oppositori formidabili, qualcosa che sino a quel momento ci si era rifiutato di riconoscere." Gli olandesi manterranno la loro presenza in Brasile sino al 1654 ed al trattato firmato nel 1661.

## La battaglia
Per quanto la Compagnia olandese delle Indie occidentali avesse a disposizione un numero di uomini ben superiore e meglio armato rispetto ai portoghesi, il morale era a terra in quanto gran parte di queste forze erano costituite da mercenari provenienti dall'Europa (in particolare dalla Germania) che in cuor loro non sentivano realmente la necessità di combattere in Brasile; questi inoltre dovevano opporsi a nativi e coloni portoghesi che invece consideravano il Brasile come la loro casa da difendere e combattevano dunque per una causa patriottica. La forza olandese era inoltre poco avvezza a combattere nella densa giungla e alle condizioni di umidità del paese che rendeva le pesanti corazze ancora più aderenti come pure le sgargianti uniformi europee. I resoconti contemporanei dello scontro giunsero a descrivere gli olandesi in battaglia come "pallidi e malati". L'esercito olandese a Guararapes era armato di picche, cannoni e diverse lame, in particolare di tipologia corta, nel tentativo di utilizzare la tecnica sfruttata dagli olandesi nello scontro precedente.
Le forze portoghesi erano invece composte da nativi che conoscevano bene i luoghi ed avevano esperienza di lotta nella giungla brasiliana. Questi erano in grado di rispondere ai moschetti olandesi con delle cariche all'arma bianca impugnando le loro armi, senza armature.
Gli olandesi avevano atteso il nemico lungo le aree costiere, formando una linea difensiva presso le strade principali. Ad ogni modo i portoghesi conoscevano diversi altri sentieri per raggiungere il Pernambuco, giungendo proprio presso le colline di Guararapes ed affiancando d'improvviso gli olandesi. Dopo diverse ore di combattimento, gli olandesi si ritirarono a nord verso Recife, lasciandosi dietro l'artiglieria. Dopo la ritirata olandese, l'esercito portoghese marciò verso Pernambuco.
Un testimone oculare della sconfitta degli olandesi scrisse questa nota: 
Gli uomini del nemico [le forze portoghesi] erano naturalmente agili e avevano il passo sicuro nella giungla e potevano ritirarsi o avanzare speditamente. Erano anche formidabili per la loro naturale ferocia, essendo composti da brasiliani, tapuyas, negri e mammelucchi, tutti nativi di questo paese; vi erano anche dei portoghesi e degli italiani, la cui costituzione permetteva loro di adattarsi facilmente a queste terre, così da farsi strada nei boschi, attraversare le paludi, scalare o discendere colline (tutti ostacoli molto presenti in quel luogo) con rimarchevole velocità ed agilità. I nostri uomini [olandesi], al contrario, combattevano a ranghi serrati, come si faceva in patria, e si presentavano lenti e flaccidi, inadatti a questo genere di terreno.
Con la sconfitta degli olandesi nelle due battaglie a Guararapes, l'opinione del governo di Amsterdam fu che "il Brasile olandese non avesse più futuro per il quale valesse la pena di battersi," fatto che "effettivamente segnò la fine della colonia."
La partecipazione dell'afro-americano Henrique Dias e del capo indigeno Filipe Camarão portò loro onori da parte della Corona portoghese.

## Rappresentazioni artistiche

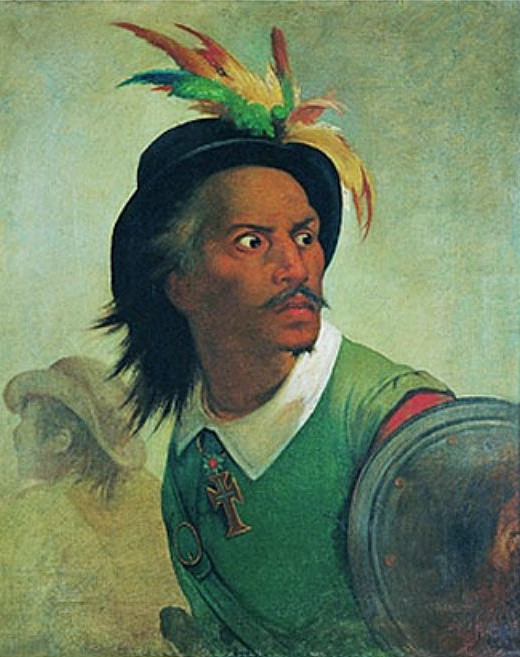
Ritratto di Filipe Camarão, di Victor Meirelles, olio su tela, c. 1874–78, Museu Victor Meirelles

Il pittore olandese Gillis Peeters realizzò un dipinto della battaglia nel 1650, mostrando un paesaggio roccioso ed il furioso combattimento tra soldati olandesi armati di fucile e degli amerindi stereotipati con arco e frecce. Il pittore brasiliano dell'Ottocento, Victor Meirelles, diede una vivida immagine della battaglia e realizzò un ritratto di Filipe Camarão, che i brasiliani da secoli lodavano per il ruolo avuto nella sconfitta del nemico olandese. Un dipinto raffigurante la battaglia di Guararapes si trova oggi nel basso coro della Chiesa di Nostra Signora della Concezione dei Militari di Recife.

## Partecipanti notevoli
- Henrique Dias, figlio di schiavi, fu governador da gente preta (governatore del popolo nero), ex-schiavi che presero parte al conflitto per difendere le loro fattorie.
- Filipe Camarão, nativo brasiliano della tribù dei Potiguara e capo dell'esercito della sua tribù.

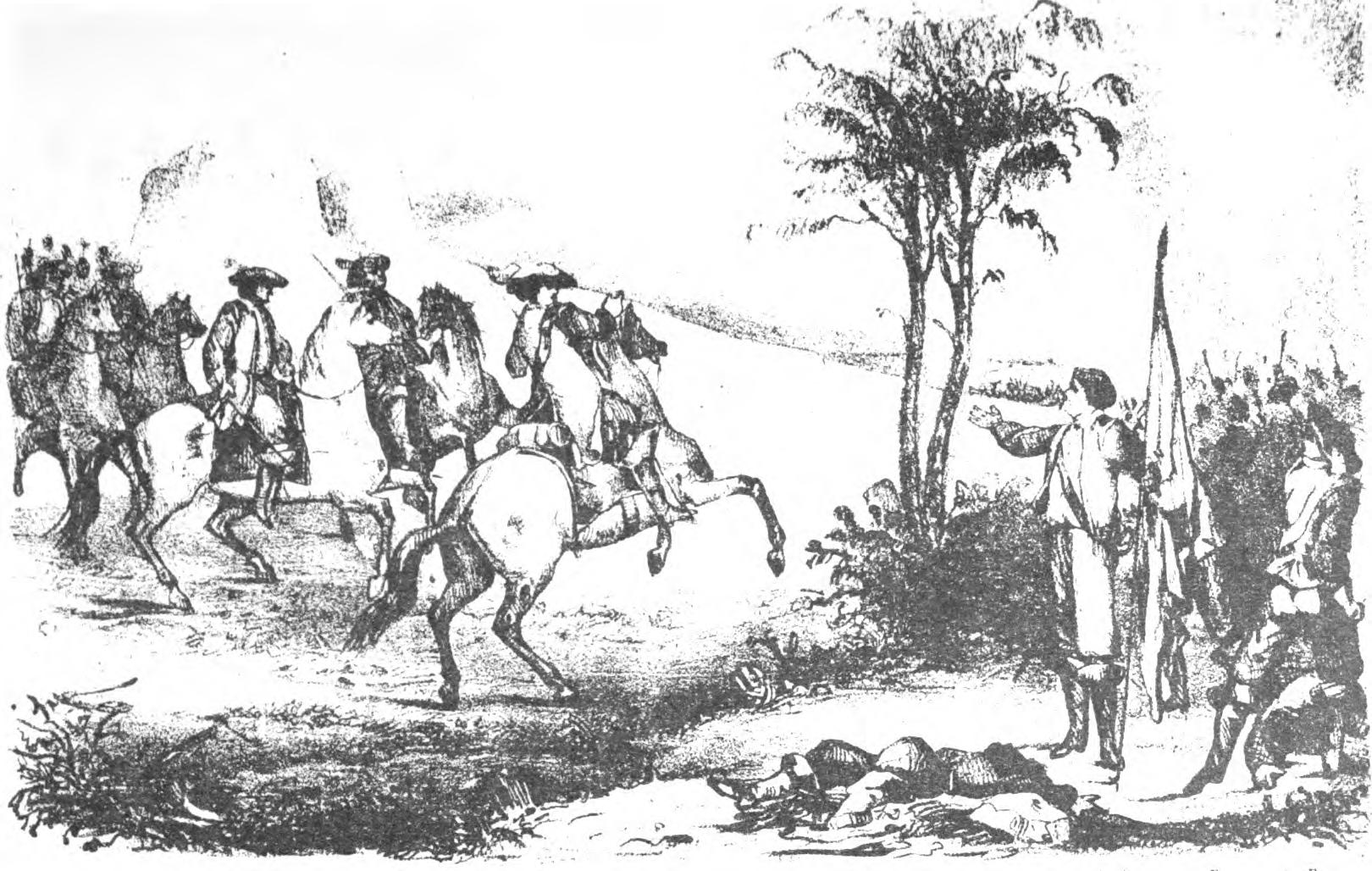
La battaglia di Guararapes.

- João Fernandes Vieira, proprietario terriero di Funchal, Madeira, comandante di un terço di fanteria.
- André Vidal de Negreiros, comandante di un terço di fanteria.